# 밤베이현

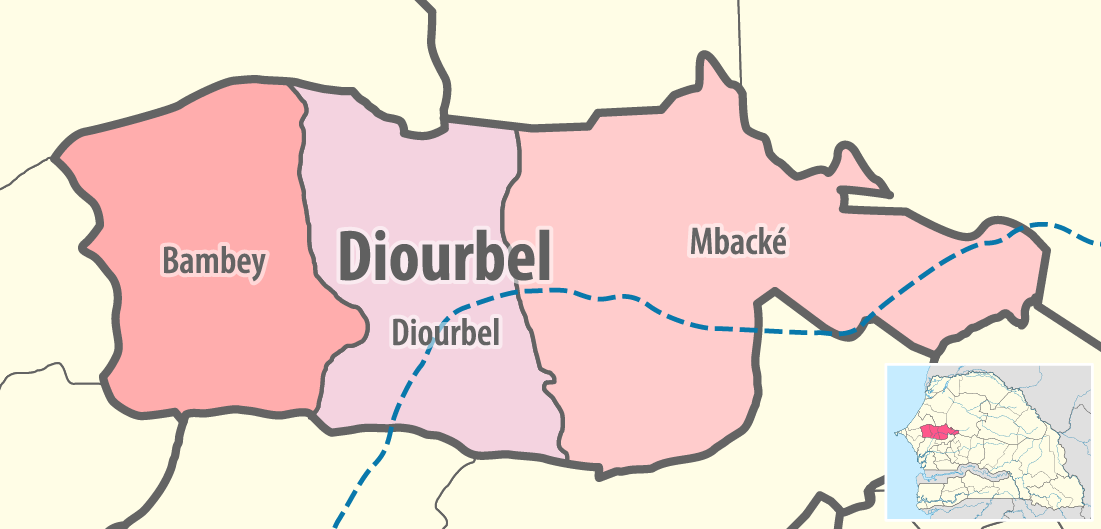
디오르벨 지역의 위치

밤베이현(프랑스어: Département de Bambey)은 세네갈의 45개 현 가운데 하나이며, 디우르벨주를 구성하는 3개의 현 가운데 한 곳이다.
총 면적은 1,351km2이며 인구 수는 2023년 인구 조사 기준 376,945명이다. 현도이자 유일한 코뮌은 밤베이이다.